# Скунду
Скунду (рум. Scundu) — село у повіті Вилча в Румунії. Входить до складу комуни Скунду.
Село розташоване на відстані 157 км на захід від Бухареста, 32 км на південний захід від Римніку-Вилчі, 64 км на північний схід від Крайови, 143 км на південний захід від Брашова.

## Населення
За даними перепису населення 2002 року у селі проживали 709 осіб, усі — румуни. Усі жителі села рідною мовою назвали румунську.